# Andre Arendse
Andre Arendse (Fokváros, 1967. június 24. –) Dél-afrikai válogatott labdarúgókapus.
A Dél-afrikai Köztársaság válogatott tagjaként részt vett a 2002-es világbajnokságon, az 1997-es konföderációs kupán, az 1996-os, a 2000-es, a 2002-es és a 2004-es afrikai nemzetek kupáján.

## Sikerei, díjai
Dél-Afrika
- Afrikai nemzetek kupája győztes (1): 1996